# Fryderyk Albert (książę Anhalt-Bernburg)
Friedrich Albrecht (ur. 15 sierpnia 1735 w Bernburgu, zm. 9 kwietnia 1796 w Ballenstedt) – książę Anhalt-Bernburg. Jego władztwo było częścią Świętego Cesarstwa Rzymskiego Narodu Niemieckiego. Pochodził z dynastii askańskiej.
Urodził się jako syn księcia Anhalt-Bernburg Wiktora II Fryderyka i jego drugiej żony księżnej Albertyny. Na tron wstąpił po śmierci ojca 18 maja 1765.
4 czerwca 1763 w Augustenborgu poślubił księżniczkę Schleswig-Holstein-Sonderburg-Plön i Danii Ludwikę Albertynę. Para miała dwoje dzieci:
- Aleksego Fryderyka Chrystiana (1767-1834), kolejnego księcia Anhalt-Bernburg
- księżniczkę Paulinę (1769-1820)

Książę Fryderyk Albert miał również nieślubną córkę – Auguste von Gröna (?-1841).